# اللجنة الأولى للجمعية العامة للأمم المتحدة
اللجنة الأولى للجمعية العامة للأمم المتحدة (وتسمى أيضا لجنة نزع السلاح والأمن الدولي)، هي واحدة من ست لجان رئيسية في الجمعية العامة للأمم المتحدة. وتختص بالتعامل مع مسائل نزع السلاح والأمن الدولي والتحديات العالمية وتهديدات السلم مما يؤثر في المجتمع الدولي، كما تسعى إلى ايجاد حلول للتحديات القائمة في إطار منظومة الأمن الدولي.

## عمل اللجنة
وتنظر اللجنة في مسائل نزع السلاح والأمن الدولي في إطار الميثاق أو ما يتصل بالسلطات والوظائف المحددة للهيئات الأخرى التابعة للأمم المتحدة؛ معلية في الوقت نفسه من المبادئ العامة للتعاون في مجال صون السلم والأمن الدوليين، ويدخل في ذلك المبادئ المتعلقة بنزع السلاح وتنظيم التسليح؛ كما أنها تعزز الترتيبات التعاونية والتدابير الرامية إلى تقوية الاستقرار من خلال مستويات تسليح منخفضة.

وتعمل اللجنة عملا تعاونيا وثيقا مع لجنة الأمم المتحدة لنزع السلاح و مؤتمر نزع السلاح (ومقره في جنيف). وهي اللجنة الرئيسية الوحيدة من لجان الجمعية العامة التي تعد محاضر حرفية لجلساتها.

وتقسم جلسات اللجنة إلى ثلاث مراحل مختلفة:
- المناقشة العامة
- المناقشة المواضيعية
- اتخاذ إجراءات بشأن المشاريع

## البث الشبكي
تساوقا مع قرار الجمعية العامة 246/66، تبث الجلسات الرسمية للجنة الأولى بثا شبكيا مباشرا على تلفاز الأمم المتحدة الشبكي. ويمكن مشاهدة محفوظات مقاطع الفيديو في الصفحة المخصصة للجنة. ومما يجدر الإشارة إليه أن البث المباشر للاجتماعات الرسمية متوافر دوما باللغات الرسمية الست بالإضافة إلى اللغة الأصلية للمتحدث إذا لم تكن إحدى تلك اللغات الرسمية.

## الموارد الألكترونية
تشترك اللجنة الأولى في تنفيذ الترتيبات المعروفة بـ(بيبرسمارت) لاجتماعات الجمعية العامة. وهذه الترتيبات هي إحدى السبل المراد منها تحديث أساليب عمل الجمعية العامة لتعزيز الاستدامة وتوفير النفقات.